# Калыско, Павел Лаврентьевич
Павел Лаврентьевич Калыско, другой вариант фамилии — Калыска (1896 год, деревня Клещи — 1972 год) — бригадир полеводческой бригады совхоза имени 10 лет БССР Министерства совхозов СССР, Любаньский район Бобруйской области, Белорусская ССР. Герой Социалистического Труда (1948).

## Биография
Родился в 1896 году в крестьянской семье в деревне Клещи. Трудиться начал в 1917 году. Одним из первых вступил в местный колхоз. Участвовал в Великой Отечественной войне. После войны трудился в совхозе имени 10 лет БССР Любаньского района. Возглавлял полеводческую бригаду.
В 1947 году бригада Павла Калыско собрала в среднем по 30 центнеров зерновых на участке площадью 17 гектаров. Указом Президиума Верховного Совета СССР от 24 апреля 1948 года удостоен звания Героя Социалистического Труда с вручением ордена Ленина и золотой медали «Серп и Молот».
Скончался в 1972 году.